# Anoectochilus calcareus
Anoectochilus calcareus är en orkidéart som beskrevs av Leonid Vladimirovitj Averjanov. Anoectochilus calcareus ingår i släktet Anoectochilus och familjen orkidéer. Inga underarter finns listade i Catalogue of Life.